# بيل فريدريك
بيل فريدريك (بالإنجليزية: Bill Frederick)‏ هو سياسي أمريكي، ولد في 6 يوليو 1934.